# خوابانیدن (گیاه‌شناسی)
خوابانیدن یکی از روش‌های تولیدمثل گیاهان که در آن شاخۀ گیاه بدون جدا شدن از گیاه مادر ریشه‌دار شود.

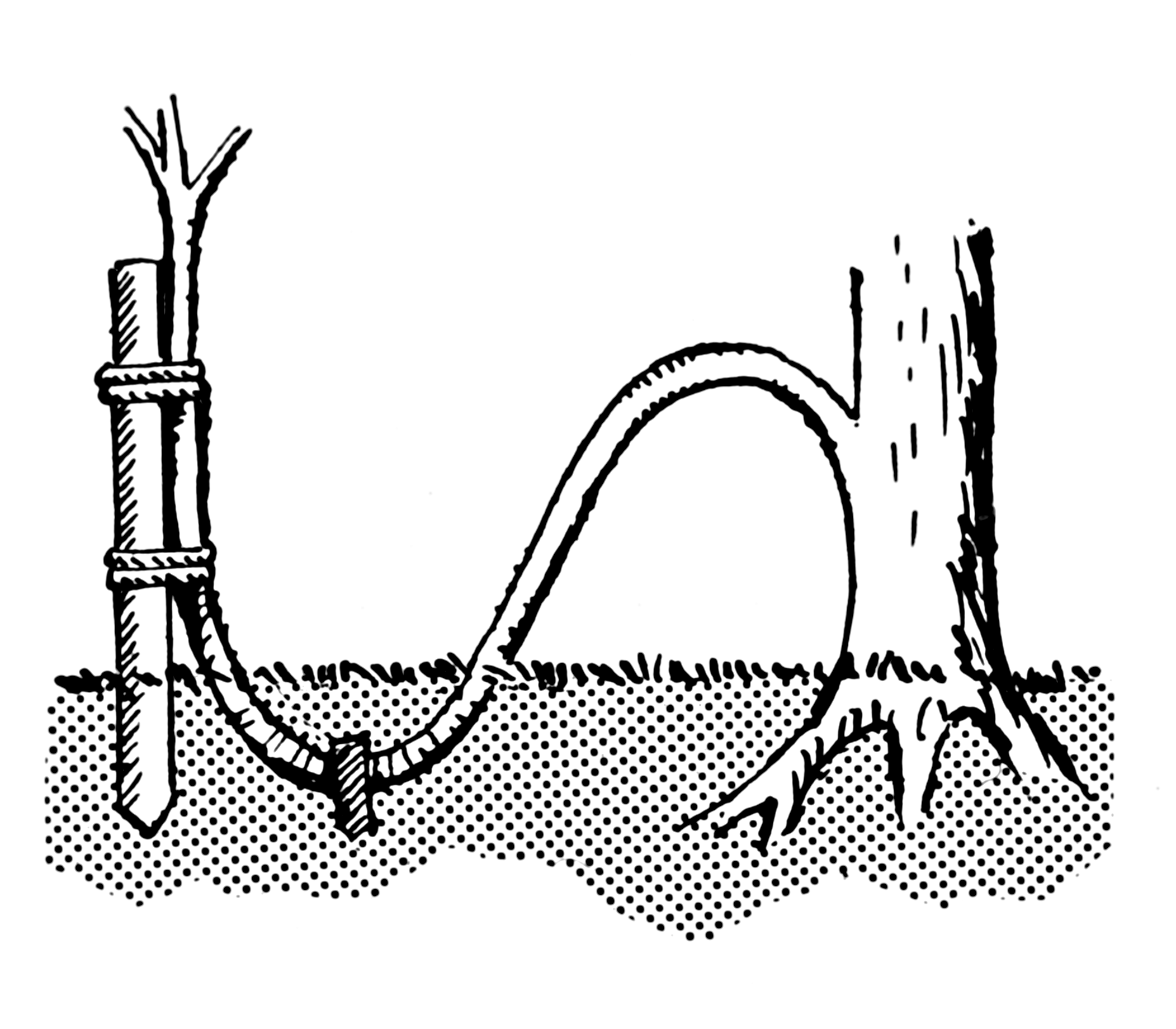
خوابانیدن شاخه درخت

## تعاریف
1. خواباندن(Layering): یکی از روش‌های تولیدمثل گیاهان که در آن شاخۀ گیاه بدون جدا شدن از گیاهِ مادر ریشه دار شود.
2. خوابانیدن عملی برای گسترش در گیاهان است، در این روش شاخه درحالی که به گیاه مادر متصل است در خاک قرار گرفته و رویش وزنه ای مانند سنگ می گذارند تا ریش دار شود  پس از ریشه دار شدن محل اتصال گیاه با مادر توسط قیچی قطع می شود.(البته بعضی گیاهان مانند پتوس در آب ریشه دار و سپس در خاک قرار داده می شوند)